# Ашахманів Павло Іванович
Павло́ Іва́нович Ашахма́нів (*1885 — †1942, Ташкент) — командир полку Дієвої армії УНР.
Народився у 1885 році у Прикаспійській області, походив з родини військовослужбовця. Закінчив кадетський корпус, у 1906 році — Павлівське військове училище. Випускник Офіцерської стрілецької школи.
Станом на 1 січня 1910 року — поручик 225-го піхотного резервного Лісового полку (Саратов). З 1912 року — курсовий офіцер Чугуївського військового училища. У 1917 році — викладач кулеметної справи Чугуївського військового училища. Останнє звання у російській армії — капітан.
У 1918—1919 рр. — командир кулеметної сотні Інструкторської школи старшин Армії Української Держави, згодом — Дієвої армії УНР. За гетьманату Павла Скоропадського був підвищений до звання військового старшини. З 18 серпня 1919 року — командир 2-го Пластунського запасного полку Дієвої армії УНР у Могилеві-Подільському. У жовтні 1919 року, після зайняття Могилева-Подільського військами Збройних Сил Півдня Росії дезертирував з українського війська, перейшов до білих.
У грудні 1919 року потрапив під Одесою у полон до червоних. Служив у РСЧА, очолював полк та бригаду. За бої проти військ Російської армії Петра Врангеля був нагороджений орденом Червоного Прапора. Залишився на службі в РСЧА після кількох чисток 1922—1924 рр.
У 1924 році закінчив Вищі академічні курси РСЧА. Згодом — начальник 21-ї стрілецької дивізії РСЧА. Під час репресій воєначальників 1930—1931 рр. та 1937—1939 рр. не постраждав. З 1935 року — комбриг РСЧА. З 1940 року — генерал-майор, викладач Військової академії імені М. Фрунзе.
Помер та похований у Ташкенті.